# An Elephant on His Hands
An Elephant on His Hands est un film muet américain réalisé par Al Christie et sorti en 1913.

## Fiche technique
- Réalisation : Al Christie
- Producteur : David Horsley
- Date de sortie : 
  - États-Unis : 21 novembre 1913

## Distribution
- Eddie Lyons : Eddie
- Lee Moran : Lee
- Ramona Langley : Ramona
- Lon Chaney : l'oncle d'Eddie